# Хасан Шейх Мохамуд
Хасан Шейх Мохамуд (на сомалийски: Xasan Sheekh Maxamuud; на арабски: حسن شيخ محمود) е сомалийски политик от Партията на мира и развитието, президент на Сомалия от 16 септември 2012 г. до 16 февруари 2017 г. и отново от 23 май 2022 г.

## Биография
Хасан Шейх Мохамуд е роден на 29 ноември 1955 година в Джалалакси, регион Хираан, в семейство от средната класа от клана Абгаал. През 1981 година получава бакалавърска степен в Сомалийския национален университет, където започва да преподава. През 1986 – 1988 година получава магистърска степен в Бхопалския университет в Индия.
По време на Гражданската война Хасан Шейх Мохамуд работи за неправителствени организации и подразделения на Организацията на обединените нации в Сомалия. През 1999 година основава Сомалийския институт за управление и администрация и е негов декан до 2010 година.
През 2011 година Хасан Шейх Мохамуд основава Партията на мира и развитието. През 2012 година е назначен в новосформирания парламент, който го избира за президент на страната.
На 15 май 2022 г. е преизбран за президент на Сомалия.